# Liste von Persönlichkeiten der Stadt Freudenberg (Baden)
Diese Liste von Persönlichkeiten der Stadt Freudenberg zeigt die Bürgermeister, Ehrenbürger, Söhne und Töchter der Stadt Freudenberg und deren Stadtteile (Boxtal, Ebenheid, Rauenberg und Wessental), sowie weitere Persönlichkeiten, die mit Freudenberg verbunden sind. Die Liste erhebt keinen Anspruch auf Vollständigkeit.

## Bürgermeister

### Bürgermeister der Altgemeinden
Zum 1. Januar 1972 wurden die ehemals selbstständigen Gemeinde Boxtal und Ebenheid nach Freudenberg eingemeindet. Die letzten Bürgermeister der Altgemeinden und Unterzeichner der Verwaltungsurkunde waren:
- Alois Gottschalk, für Boxtal.[1]
- Leonhard Hennig, für Ebenheid.[2]
- Emil Eckert (Bürgermeisterstellvertreter), für Wessental als kommissarischer Bürgermeister, nach dem Tod des letzten Bürgermeisters August Eckert im August 1971.[3]

Zum 31. Dezember 1972 wurde die ehemals selbstständige Gemeinde Rauenberg nach Freudenberg eingemeindet. Der letzte Bürgermeister der Altgemeinde und Unterzeichner der Verwaltungsurkunde war:
- Friedrich Link, für Rauenberg.[4]

### Bürgermeister der Stadt Freudenberg
Folgende Personen waren Bürgermeister von Freudenberg:
- 1946–1976: Valentin Kern (* 1913; † 1978).[5][3]
- 1976–1992: Wolfgang Heinzelmann (* 1933; † 2003).[3]
- 1992–2014: Heinz Hofmann (* 1946).[3] Wiederwahl 2000 und 2006.[6]
- Seit 2014: Roger Henning (* 1975). Er wurde im November 2014 mit 54,5 Prozent der Stimmen gewählt. Wiederwahl 2022.

## Ehrenbürger der Stadt Freudenberg
Folgenden Personen, die sich in besonderer Weise um das Wohl oder das Ansehen der Kommune verdient gemacht haben, verlieh die Stadt Freudenberg das Ehrenbürgerrecht. Die Zahl der Ehrenbürger soll nicht mehr wie 4 lebende Personen betragen:
- Karl Roth (30. Dezember 1860 – 24. Oktober 1936), Oberlehrer in Freudenberg, Ehrenbürger seit 17. März 1924
- Pfarrer Eugen Mai (14. Januar 1877 – 30. Dezember 1932), Pfarrer, Geschichtsschreiber, Ehrenbürger seit 29. Juli 1925
- August Eppel (28. Mai 1867 – 27. Juli 1937), Oberlehrer, Ehrenbürger seit 5. November 1931
- Wendelin Rauch (9. Mai 1872 – 21. Juni 1939), Unternehmer, Ehrenbürger seit 1937
- Adolf Ronecker (14. Dezember 1894 – 26. September 1956), Oberlehrer, Ehrenbürger seit 18. Juli 1956
- Phillip Larenz (1. Dezember 1886 – 10. November 1961), Bauamtsrat, Ehrenbürger seit 27. November 1956
- Valentin Kern (3. Januar 1913 – 30. August 1978), deutscher Kommunalpolitiker, Bürgermeister der Stadt Freudenberg von 17. August 1948 bis 31. Juli 1976,  Ehrenbürger seit 2. Juli 1976
- Heinz Hofmann (* 15. Dezember 1946 in Freudenberg), deutscher Kommunalpolitiker, Bürgermeister der Stadt Freudenberg von 1992 bis 2014, Ehrenbürger seit 29. Dezember 2014

## Ehrenringträger der Stadt
Die Stadt Freudenberg ehrt Personen mit dem Ehrenring der Stadt Freudenberg, die sich um die Stadt Freudenberg verdient gemacht haben, aber nicht zu Ehrenbürgern ernannt werden. Die Zahl der Ehrenringträger soll 6 lebende Personen nicht übersteigen.
- Hans Feigenbutz (* 30. Januar 1928), Schulleiter, Organist, Chorleiter in Freudenberg, Ehrenringträger seit 2. Januar 1994
- Franz Hofmann (* 17. Juni 1935),  Verdienste um die Burg, Ehrenringträger seit 13. Juni 1987
- Helmuth Lauf (6. November 1927 – 13. Februar 2006), Schulleiter, Geschichtsschreiber, Ehrenringträger seit 13. Juni 1987
- Gerda Pagel (9. März 1948), Verdienste um die Burgfestspiele, Ehrenringträger seit 13. Juni 1987
- Paul Pagel (18. November 1947), Verdienste um die Burgfestspiele, Ehrenringträger seit 13. Juni 1987

## Söhne und Töchter der Stadt
Folgende Personen wurden in Freudenberg (bzw. in einem Stadtteil des heutigen Stadtgebiets von Freudenberg) geboren:

### 19. Jahrhundert
- Karl Pflaumer (* 27. Juli 1896 in Rauenberg), badischer Innenminister 1933–1945 (NSDAP); † 3. Mai 1971 in Rastatt

- Rudolf Seubert (* 29. Mai 1873 in Rauenberg) war ein deutscher Politiker der Zentrumspartei;  † 11. August 1946 in Baden-Baden

### 20. Jahrhundert
- Fridolin Keck (* 24. Februar 1943 in Freudenberg), Doktor der Theologie, Generalvikar des Erzbistums Freiburg (1. Oktober 2003 bis 1. Februar 2015)

## Weitere mit Freudenberg in Verbindung stehende Personen

### 12.–16. Jahrhundert
- Erbauer und Eigentümer der Burg Freudenberg:
  - Heinrich von Berg († 1197), von 1169 bis 1171 Bischof von Passau, von 1191 bis 1197 Bischof von Würzburg, ließ in Freudenberg einen Wohnturm errichten, der den Ursprung der Burg Freudenberg markiert.
  - Konrad von Querfurt (* um 1160; † 1202), bedeutender Kirchenfürst des späten 12. Jahrhunderts, Bischof von Hildesheim (1194–1199) und Bischof von Würzburg (1198–1202), diente zwei römisch-deutschen Königen als Reichskanzler (1194–1201), ließ die Burg Freudenberg erweitern.
  - Grafen von Wertheim, ab 1295 als Lehensnehmer der Burg Freudenberg urkundlich erwähnt.
  - Eberhard von Wertheim, ergänzte im Jahre 1361 unter anderem die Ringmauer und der Palas.
  - Graf Erasmus von Wertheim († 1509), Ausbau und Erweiterung der Burg zu einer wehrhaften Festungsanlage mit einem imposanten Renaissancebau zwischen 1497 und 1507.

### 18. Jahrhundert
- Gerner, (1763 erwähnt) Hofverwalter der Stadt[11]

### 20. Jahrhundert
- Während der NS-Zeit ermordete Einwohner (1933–1945): Die während der Zeit des Nationalsozialismus von 1933 bis 1945 ermordeten Einwohner von Freudenberg werden im Artikel der jüdische Gemeinde Freudenberg erwähnt.
- Oliver Hildenbrand (* 10. Februar 1988 in Wertheim, aufgewachsen in Wessental), Landesvorsitzender Baden-Württemberg (Bündnis 90/Die Grünen) seit November 2013

### 21. Jahrhundert
- Empfänger der Bürgermedaille (seit 2014): Die Stadt Freudenberg verleiht seit 2014 Bürgermedaillen an verdiente Persönlichkeiten in den Stufen Bronze, Silber und Gold. Die Verleihung erfolgt jährlich auf Antrag. Der Gemeinderat entscheidet in einer gemeinsamen Sitzung, für welche hervorragenden Leistungen jeweils welche Stufe der Bürgermedaille verliehen wird. Die Empfänger der Bürgermedaille werden auf der Website der Stadt Freudenberg veröffentlicht.[12]